# Nürəddin Novruzov
Nürəddin Novruzov (ur. 18 listopada 2003) – azerski zapaśnik walczący w stylu wolnym. Piąty na mistrzostwach świata w 2024. Brązowy medalista mistrzostw Europy w 2024. 
Trzeci na ME U-23 w 2024 roku.